# Sarbsko
Sarbsko (kasz. Jezoro Sôrbskò, niem. Sarbsker See) – jezioro przybrzeżne na Wybrzeżu Słowińskim we wschodniej części otuliny Słowińskiego Parku Narodowego. Leży około 1 km od Morza Bałtyckiego.
Największa długość jeziora to 6,6 km, szerokość 1,2 km. Liczy 651,7 ha powierzchni. Głębokość do 3,2 m - występuje kryptodepresja. Brzeg południowy niski, północny wysoki (wydmy osiągają do 22 m wysokości), zalesiony. Przez Sarbsko przepływa rzeka Chełst, będąca dopływem Łeby.